# Дванадцятий Доктор
Дванадцятий Доктор — чотирнадцяте втілення головного героя британського науково-фантастичного серіалу Доктор Хто, оскільки втілення після Восьмого Доктора звалося Воїн, а Десятий Доктор регенерував двічі. Його грає Пітер Капальді після того, як серіал залишив Метт Сміт у Різдвяному спецвипуску 2013 року. Раніше Капальді вже двічі з'являвся у всесвіті «Доктора Хто»: він виконав роль Луція в епізоді четвертого сезону «Вогні Помпеї» та роль Джона Фробішера у третьому сезоні серіалу Торчвуд.
Вперше у новій ролі Капальді з'явився у Різдвяному спецепізоді 2013 року. Його супутники: у восьмому та дев'ятому сезоні — Клара Освальд (Дженна Коулман), а у десятому сезоні — Білл Поттс (Перл Макі) та Нардол (Метт Лукас).

## Кастинг
Метт Сміт, актор, який виконував роль Одинадцятого Доктора, повідомив, що залишає серіал 1 червня 2013 року. Перш ніж було офіційно оголошено, що Дванадцятим Доктором стане Капальді, ЗМІ активно спекулювали на цій темі.
3 серпня 2013 року букмекерська контора William Hill припинила прийом ставок, коли різко зросла кількість ставок на Капальді. Про те, що Капальді стане новим Доктором, повідомили 4 серпня 2013 року під час спеціальної передачі на BBC One, що так і називалася: «Доктор Хто наживо: Наступний Доктор»
Іншими акторами, яких вважали можливими наступниками Метта Сміта, були Деніел Рігбі, Бен Деніелс та Дем'єн Молоні.
Сценарист та продюсер Доктора Хто Стівен Моффат сказав, що ідея спробувати на цю роль Капальді «коротко промайнула в його думках» під час кастингу Одинадцятого. Але він відкинув цю ідею, бо йому здалося, що Капальді не готовий до ролі Доктора. Член BBC drama Бен Стівенсон заявив, що думка про Капальді з'явилася на початку 2013 року, а потім у будинку Моффата відбулося «таємне прослуховування». Капальді готувався до прослуховування, завантаживши усі старі сценарії Доктора Хто та прорепетирувавши їх перед дзеркалом. Він дізнався, що його призначено на роль, коли був у Празі на зйомках фільму Едріана Годжеса Мушкетери.